# Meander River (South Esk River)
Der Meander River ist ein Fluss im Norden des australischen Bundesstaates Tasmanien. Bis zur Gründung der Stadt Westbury Anfang der 1820er-Jahre hieß er The Western River.

## Geografie

### Flusslauf
Der 112 Kilometer lange Meander River entspringt an den Südhängen des Bastion Bluff, eines Berges in den Great Western Tiers, rund 18 Kilometer nordwestlich des Great Lake. Von dort fließt er zunächst nach Nordosten bis zur Siedlung Meander am Fuß des Gebirges. Dort wendet er seinen Lauf nach Norden, bis er Deloraine erreicht. Nördlich der Stadt biegt er nach Osten ab und fließt vorbei an den Städten Westbury und Carrick bis nach Hadspen, wo er in den South Esk River mündet, kurz bevor dieser in den Lake Trevallyn eintritt.

### Nebenflüsse mit Mündungshöhen
Der Fluss hat folgende Nebenflüsse:
- Sales Rivulet – 407 m
- Dunning Rivulet – 385 m
- Warners Creek – 374 m
- Jackeys Creek – 339 m
- Muddy Creek – 257 m
- Western Creek – 247 m
- Bonneys Creek – 231 m
- Quamby Brook – 158 m
- Brushy Rivulet – 156 m
- Black Sugarloaf Creek – 152 m
- Pipers Lagoon Creek – 137 m
- Murfetts Creek – 136 m
- Chester Rivulet – 135 m
- Liffey River – 135 m